# Wikipédia en cantonais
Wikipédia en cantonais (en cantonais : 粵文維基百科) est l’édition de Wikipédia en cantonais (ou yue), langue chinoise parlée  en Chine dans les provinces du Guangdong et du Guangxi, à Hong Kong et à Macao. L'édition est lancée le 25 mars 2006,. Son code est zh-yue. 
Au 20 mars 2025, l'édition en cantonais contient 143 965 articles et compte 290 168 contributeurs, dont 895 contributeurs actifs et 12 administrateurs.

## Présentation

Aire de diffusion du cantonais.

## Statistiques
- En février 2022, l'édition en cantonais compte quelque 122 300 articles et 233 400 utilisateurs enregistrés, dont 317 actifs.
- Le 25 septembre 2022, elle contient 127 396 articles et compte 245 357 contributeurs, dont 253 contributeurs actifs et 13 administrateurs.
- Le 28 août 2024, elle contient 143 037 articles et compte 278 382 contributeurs, dont 284 contributeurs actifs et 12 administrateurs.